# Lemat Goursata
Lemat Goursata – twierdzenie teorii grup charakteryzujące podgrupy iloczynu prostego dwóch grup.
Pierwszy raz pojawiło się ono w pracy Édouarda Goursata pt. Sur les substitutions orthogonales et les divisions régulières de l’espace („O podstawieniach ortogonalnych i podziałach regularnych przestrzeni”) z 1889 roku. W osobnej sekcji pokazane zostanie, w jaki sposób można udowodnić za jego pomocą lemat Zassenhausa.

## Wprowadzenie
W teorii grup dostępne są trzy standardowe sposoby konstruowania nowych grup z istniejących:
- wzięcie podgrupy {\displaystyle H} danej grupy {\displaystyle G,}
- wzięcie ilorazu {\displaystyle G/H} (gdzie {\displaystyle H} jest podgrupą normalną) oraz
- wzięcie iloczynu prostego {\displaystyle G_{1}\times G_{2}} dwóch grup {\displaystyle G_{1}} oraz {\displaystyle G_{2}.}

Dla każdej z tych konstrukcji można zapytać: jak wyglądają podgrupy uzyskanej grupy? W dwóch pierwszych przypadkach odpowiedź jest prosta: podgrupa {\displaystyle L} w {\displaystyle H} jest po prostu podgrupą {\displaystyle L} w {\displaystyle G} zawartą w {\displaystyle H} (podgrupą podgrupy jest podgrupą), a z wniosku z twierdzenia o odpowiedniości wynika, że podgrupy {\displaystyle G/H} mają postać {\displaystyle J/H,} gdzie {\displaystyle J} jest podgrupą w {\displaystyle G,} dla której {\displaystyle H\subseteq J\subseteq G} (co więcej, {\displaystyle J/H\trianglelefteq G/H} wtedy i tylko wtedy, gdy {\displaystyle J\trianglelefteq G}). Odpowiedź na trzecie pytanie jest nieco bardziej złożona i jest treścią niniejszego artykułu: mając dane grupy {\displaystyle G_{1}} oraz {\displaystyle G_{2}} znaleźć wszystkie podgrupy (normalne) w {\displaystyle G_{1}\times G_{2}.}
Iloczyn prosty {\displaystyle G_{1}\times G_{2}} danych grup {\displaystyle G_{1}} i {\displaystyle G_{2}} to grupa, której nośnikiem są pary uporządkowane {\displaystyle \{(g_{1},g_{2})\colon g_{i}\in G_{i}\}} z mnożeniem określonym po współrzędnych: {\displaystyle (g_{1},g_{2})(h_{1},h_{2})=(g_{1}h_{1},g_{2}h_{2});} elementem neutralnym jest {\displaystyle (e_{1},e_{2}),} a element odwrotny to {\displaystyle (g_{1},g_{2})^{-1}=(g_{1}^{-1},g_{2}^{-1}).} Jeśli {\displaystyle H_{i}} jest podgrupą w {\displaystyle G_{i},} to {\displaystyle H_{1}\times H_{2}} jest podgrupą w {\displaystyle G_{1}\times G_{2}} nazywaną dalej podiloczynem; więcej {\displaystyle H_{1}\times H_{2}} jest normalna w {\displaystyle G_{1}\times G_{2}} wtedy i tylko wtedy, gdy każda {\displaystyle H_{i}\trianglelefteq G_{i}}.
Jako wprowadzenie przedstawione zostanie rozwiązanie następującego problemu:
które pary grup {\displaystyle G_{1}} i {\displaystyle G_{2}} mają tę właściwość, że każda podgrupa (normalna) w {\displaystyle G_{1}\times G_{2}} jest podiloczynem w {\displaystyle G_{1}\times G_{2}}?
Odpowiedź daje następujące
Stwierdzenie
Niech {\displaystyle G_{1}} oraz {\displaystyle G_{2}} będą nietrywialnymi grupami. Każda podgrupa w {\displaystyle G_{1}\times G_{2}} jest jej podiloczynem wtedy i tylko wtedy, gdy {\displaystyle g_{i}\in G_{i}} mają skończone, względnie pierwsze rzędy.
wykorzystujące poniższy
Lemat
Niech {\displaystyle G_{1}} oraz {\displaystyle G_{2}} będą nietrywialnymi grupami. Wówczas {\displaystyle G_{1}\times G_{2}} jest cykliczna wtedy i tylko wtedy, gdy {\displaystyle G_{1}} i {\displaystyle G_{2}} są skończonymi grupami cyklicznymi o względnie pierwszych rzędach.

## Twierdzenie
Niech {\displaystyle G_{1},G_{2}} będą grupami.
1. Niech {\displaystyle H} będzie podgrupą w {\displaystyle G_{1}\times G_{2}.} Niech {\displaystyle H_{11}=\{a\in G_{1}\colon (a,e_{2})\in H\},} {\displaystyle H_{21}=\{b\in G_{2}\colon (e_{1},b)\in H\}} oraz {\displaystyle H_{12}=\{a\in G_{1}\colon (a,b)\in H{\text{ dla pewnego }}b\in G_{2}\},} {\displaystyle H_{22}=\{b\in G_{2}\colon (a,b)\in H{\text{ dla pewnego }}a\in G_{1}\}.}
Wówczas {\displaystyle H_{i1}\subseteq H_{i2}} są podgrupami w {\displaystyle G_{i},} dla których {\displaystyle H_{i1}\trianglelefteq H_{i2},} a odwzorowanie {\displaystyle \varphi _{H}\colon H_{12}/H_{11}\to H_{22}/H_{21}} dane wzorem {\displaystyle \varphi _{H}(aH_{11})=bH_{21},} gdzie {\displaystyle (a,b)\in H,} jest izomorfizmem.
Co więcej: jeśli {\displaystyle H\trianglelefteq G_{1}\times G_{2},} to {\displaystyle H_{i1},H_{i2}\triangleleft G_{i}} oraz {\displaystyle H_{i2}/H_{i1}\subseteq \mathrm {Z} (G_{i}/H_{i1}),} centrum {\displaystyle G_{i}/H_{i1}.}
2. Niech {\displaystyle H_{i1}\trianglelefteq H_{i2}} będą podgrupami w {\displaystyle G_{i}} i niech {\displaystyle \varphi \colon H_{12}/H_{11}\to H_{22}/H_{21}} będzie izomorfizmem.
Wówczas {\displaystyle H={\big \{}(a,b)\in H_{12}\times H_{22}\colon \varphi (aH_{11})=bH_{21}{\big \}}} jest podgrupą {\displaystyle G_{1}\times G_{2}.}
Zakładając ponadto {\displaystyle H_{i1},H_{i2}\trianglelefteq G} oraz {\displaystyle H_{i2}/H_{i1}\subseteq \mathrm {Z} (G_{i}/H_{i1})} otrzymuje się {\displaystyle H\trianglelefteq G_{1}\times G_{2}.}
3. Konstrukcje podane w 1. i 2. są wzajemnie odwrotne.

## Wnioski
W literaturze spotyka się również następujące sformułowanie lematu Goursata:
Niech {\displaystyle H} będzie podgrupą w {\displaystyle G_{1}\times G_{2}} z kanonicznymi rzutami {\displaystyle \pi _{i}\colon H\to G_{i}} o jądrach {\displaystyle N_{i},} dzięki którym można utożsamić {\displaystyle N_{i}} z podgrupą normalną w {\displaystyle G_{i}.} Wówczas obraz {\displaystyle H} w {\displaystyle G_{1}/N_{1}\times G_{2}/N_{2}} jest wykresem izomorfizmu {\displaystyle G_{1}/N_{1}\simeq G_{2}/N_{2}.}

### Lemat Zassenhausa

Diagram Hassego do lematu Zassenhausa (niestandardowo większe podgrupy znajdują się na dole diagramu, a mniejsze – na górze) obrazujący dodatkowo alternatywne określenie „motyli”.

Niech {\displaystyle G} będzie grupą, a {\displaystyle B\trianglelefteq A} oraz {\displaystyle D\trianglelefteq C} będą jej podgrupami. Wówczas {\displaystyle B(A\cap D)\trianglelefteq B(A\cap C),} {\displaystyle D(B\cap C)\trianglelefteq D(A\cap C),} a grupy ilorazowe {\displaystyle B(A\cap C)/B(A\cap D)} oraz {\displaystyle D(A\cap C)/D(B\cap C)} są izomorficzne.
Dowód
Zbiór {\displaystyle H=\{(bc,dc)\in G\times G\colon b\in B,d\in D,c\in A\cap C\}} jest podgrupą w {\displaystyle G\times G}. Zgodnie z notacją z lematu Goursata jest {\displaystyle H_{12}=B(A\cap C)} oraz {\displaystyle H_{22}=D(A\cap C)} (co pokazuje, że są one grupami w {\displaystyle G}), ponadto {\displaystyle H_{11}=\{ac\colon a\in B,c\in A\cap D\}=B(A\cap D)} i podobnie {\displaystyle H_{21}=D(B\cap C).} Zatem skoro {\displaystyle H_{i1}\trianglelefteq H_{i2},} to {\displaystyle B(A\cap D)} jest podgrupą normalną w {\displaystyle B(A\cap C),} {\displaystyle D(B\cap C)} jest podgrupą normalną w {\displaystyle D(A\cap C)} i stąd {\displaystyle H_{12}/H_{11}} oraz {\displaystyle H_{22}/H_{21}} są izomorficzne, co kończy dowód.